# Liste der Monuments historiques in Buicourt
Die Liste der Monuments historiques in Buicourt führt die Monuments historiques in der französischen Gemeinde Buicourt auf.

## Liste der Objekte
| Bezeichnung | Beschreibung          | Standort                       | Kennzeichnung | Schutzstatus | Datum | Bild |
| ----------- | --------------------- | ------------------------------ | ------------- | ------------ | ----- | ---- |
| Glocke      | Bronze, 1710 gegossen | in der Kirche St-Lucien (Lage) | PM60000417    | Classé       | 1913  |      |